# Крест Мира

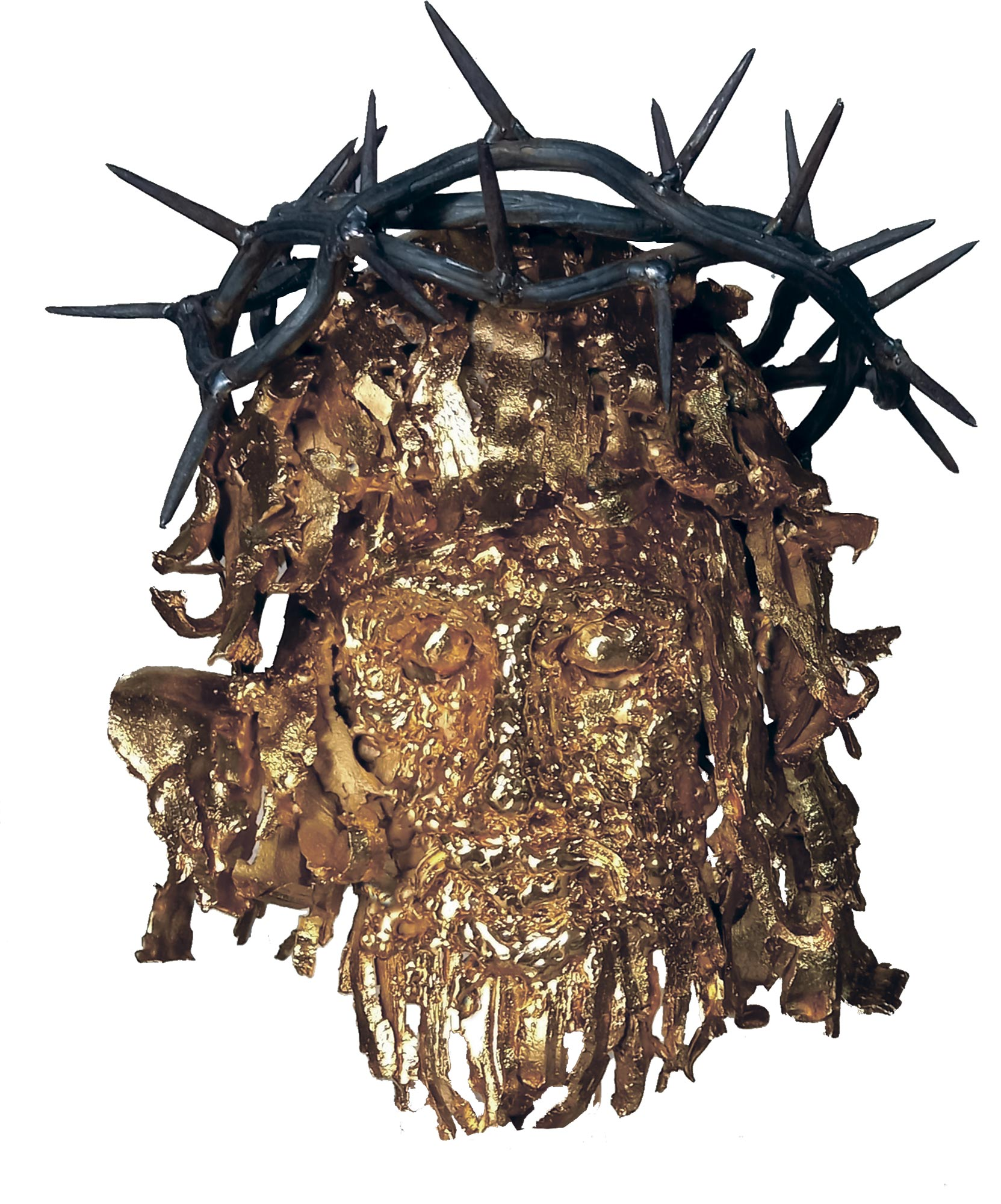
Голова скульптуры Христа Спасителя, собранная из мельчайших осколков артиллерийских мин и покрытая золотом 999.9 пробы с помощью гальванического метода

Крест Мира — художественная инсталляция, созданная в Украине американским художником происхождения из донских казаков Сергеем Мельникоффом (MFF), которая сочетает символику религии, национальной идентичности и борьбы за мир. Центральным элементом инсталляции является Золотое Распятие — скульптура распятого Христа, выполненная из 20 тысяч крошечных по размеру обломков артиллерийских мин и снарядов, покрытых чистым золотом.

## Описание произведения
Золотое Распятие является частью инсталляции «Крест Мира», символизирующей страдания, героизм и несокрушимость украинского народа в условиях войны.
Скульптура распятого Христа в человеческий рост создана из обломков военных боеприпасов, которые не были механически изменены, каждый элемент имеет свою неповторимую форму. Все детали, от сведенных посмертными судорогами мышц тела до мелких деталей лица, являются частями большого пазла, состоящего из огромного количества мелких фрагментов.
Материал для скульптуры собран на местах боевых действий в Украине, и был тщательно отсортирован художником. Учитывая историческое и религиозное значение этого произведения, искусствоведы сравнивают Золотое Распятие с произведениями эпохи Ренессанса, за его художественное мастерство и культурную ценность.

## Украинское мастерство
В создании инсталляции участвовали украинские мастера. Это специалист по металлу Виктор Бельчик, разработавший уникальный метод электросварки крошечных по размеру чугунных осколков артиллерийских мин и снарядов; а также Сергей Науменко и Виталий Жук, которые осуществили покрытие скульптуры слоем золота. Для этого электролитического процесса Сергей Науменко специально сделал ванну больших размеров для золочения полутораметровой фигуры.

## Символика

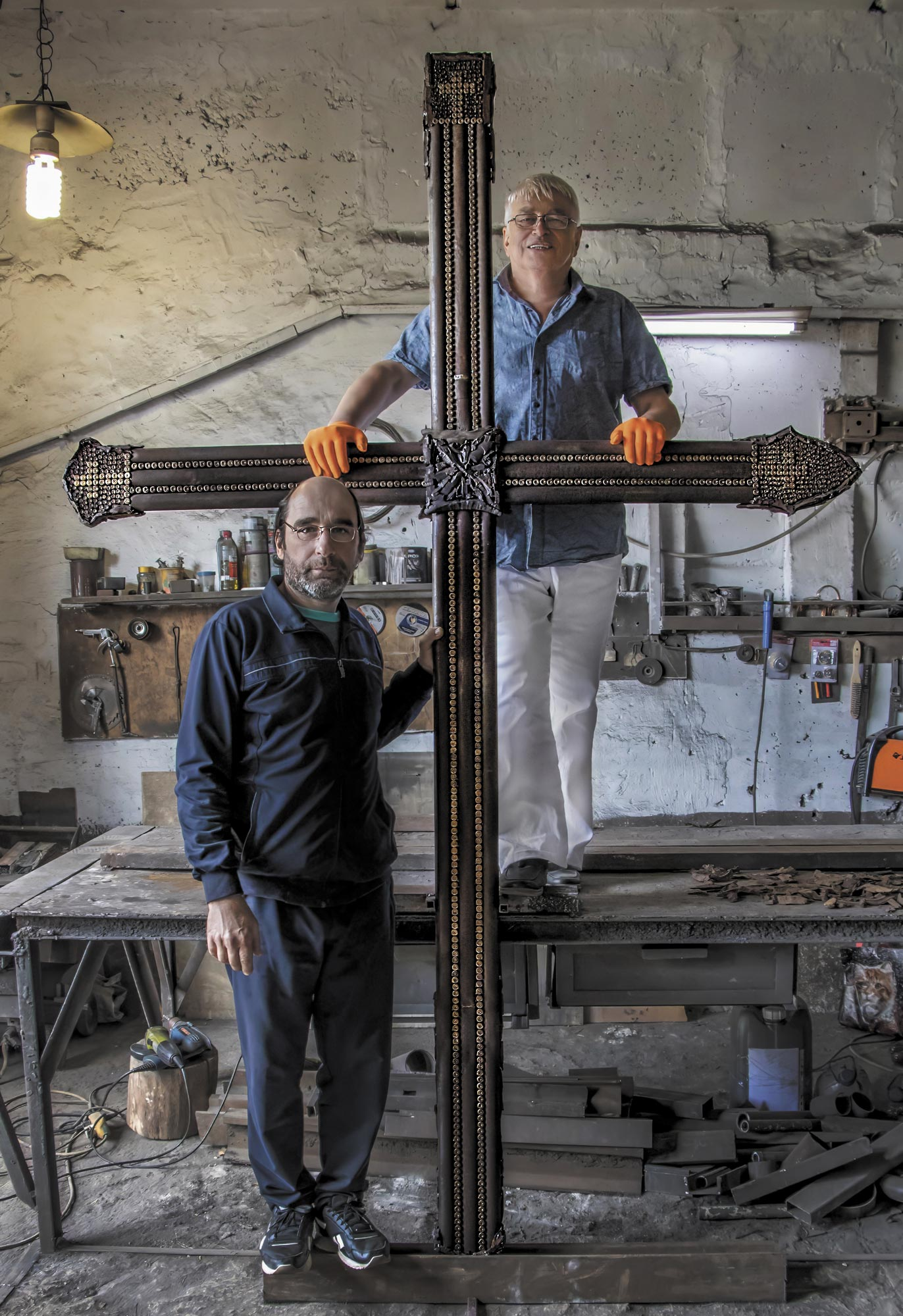
Сергей Мельникофф и Виктор Бельчик (внизу) демонстрируют крест, созданный ими из технологических труб, извлечённых из разрушенных российскими ракетами домов Харькова и Одессы

Инсталляция «Крест Мира» объединяет символику православия, католицизма и протестантизма, что подчеркивает значимость единства между различными христианскими течениями. Левая часть креста изготовлена по канонам православия, правая — по правилам, принятым у протестантов, а верхняя часть — в католической традиции. Сергей Мельникофф применил такой подход в изготовлении креста впервые с 1054 года, времени Великого Раскола христианства.
Особый символизм приобретает старинный национальный рушник, которым опоясаны бедра Христа, что подчеркивает украинские корни этого произведения и подает скульптуру Христа как Спасителя Украины. Рушник является символом национальной идентичности и традиций в украинской культуре, духовной связью между живыми и мертвыми.

## Части инсталляции
Крест, высотой три метра, изготовленный из труб, демонтированных из высотных жилых домов, которые были разрушены российскими ракетами в Харькове и Одессе.
Для декоративной отделки креста использовано более 3 тысяч автоматных и пулеметных гильз, что придает особую суровость и символизирует огромные человеческие жертвы в Российско-Украинской войне. Под ногами Христа расположен артиллерийский снаряд, как символ абсолютного зла.
Массивный крест весом не одну сотню килограмм, установлен на противотанковом еже, который художник смастерил из железнодорожных рельс, изготовленных на заводе «Азовсталь» после Второй мировой войны, и оставшихся после российского обстрела в 2023 году трамвайного депо в Харькове.

## Благотворительная миссия

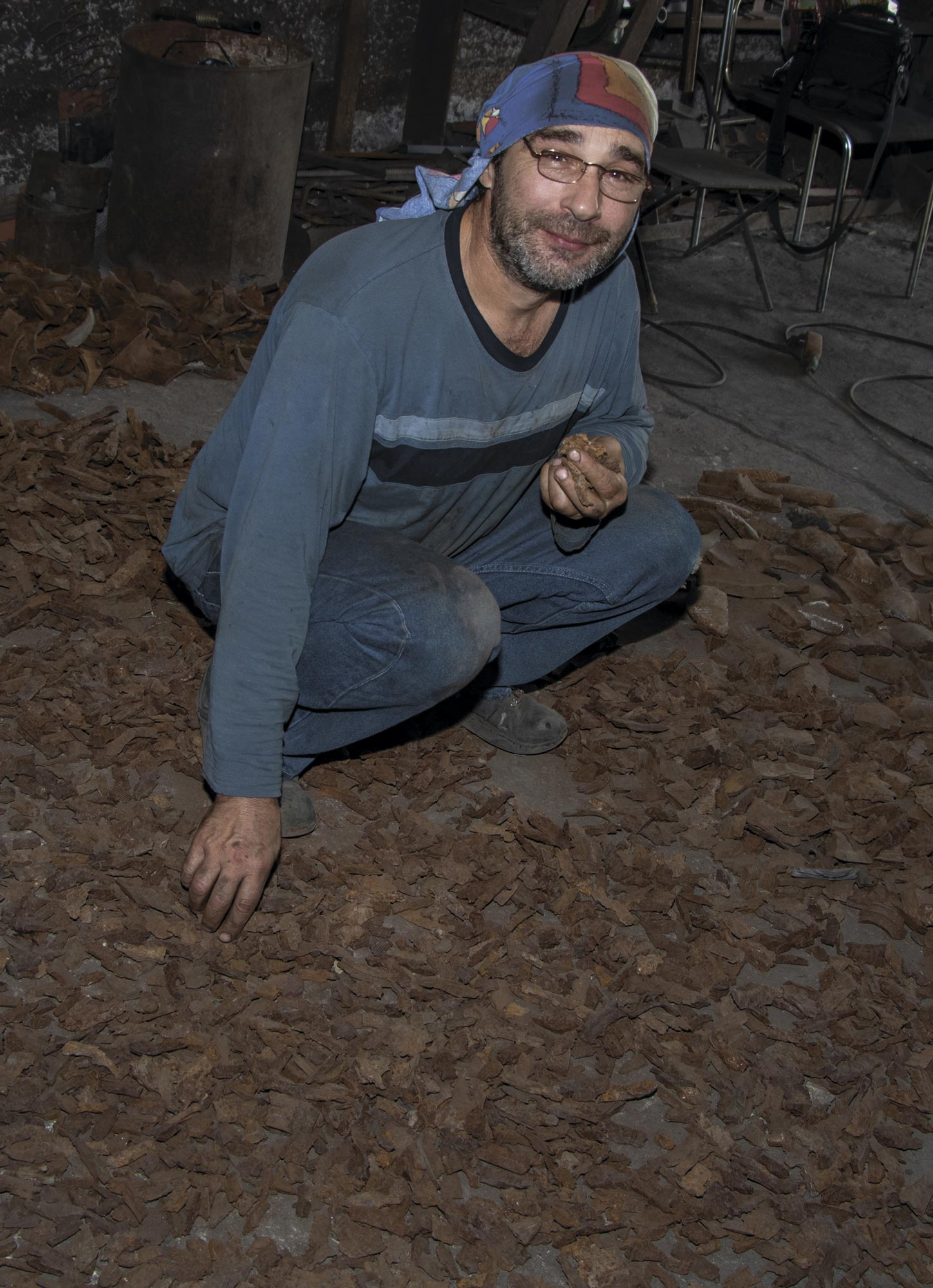
Виктор Бельчик перебирает тысячи фрагментов военных боеприпасов. Скульптурное изображение Иисуса Христа было собрано из 20 тысяч мелких осколков артиллерийских мин и снарядов

Основной целью создания инсталляции «Крест Мира» является сбор средств для создания Международного реабилитационного центра для украинских детей, пострадавших от войны. Центр, который планируется открыть в Албании, станет символом надежды и помощи для детей, которые потеряли конечности и стали жертвами войны. Сейчас инсталляция путешествует по странам Европы.

## Собственность
Автор произведения передал его в собственность Американской благотворительной корпорации The Soul of Ukraine Foundation, Inc.